# Pseudocercospora vitis
Pseudocercospora vitis (Lév.) Speg. – gatunek grzybów z klasy Dothideomycetes. Grzyb mikroskopijny pasożytujący na liściach winorośli (Vitis vinifera).

## Systematyka i nazewnictwo
Pozycja w klasyfikacji według Index Fungorum: Pseudocercospora, Mycosphaerellaceae, Capnodiales, Dothideomycetidae, Dothideomycetes, Pezizomycotina, Ascomycota, Fungi.
Po raz pierwszy opisał go w 1848 r. Joseph-Henri Léveillé, nadając mu nazwę Septonema vitis. W 1910 r. Carlo Luigi Spegazzini przeniósł go do rodzaju Pseudocercospora. Niektóre synonimy:
- Cladosporium vitis (Lév.) Sacc. 1875
- Helminthosporium vitis (Lév.) Pirotta 1889
- Phaeoisariopsis vitis (Lév.) Sawada 1922

## Charakterystyka
Grzyb cerkosporoidalny, pasożyt i saprotrof. Na porażonych liściach powoduje powstawanie bardzo zmiennych plam; czasami o szerokości tylko 1–2 mm lub do 5 mm, w środku szarobrązowych z fioletową obwódką; czasami o szerokości do 15 mm, czerwonawobrązowych, w środku nie jaśniejszych i bez czerwonej obwódki, ale z nieregularną krawędzią, otoczoną wąską żółtawą strefą. Plamy występują głównie na dolnej stronie liści, ale czasami także na górnej. Składają się z dyskretnych, oliwkowych, luźno rozmieszczonych koremioidalnych pęczków konidioforów.
Grzybnia zbudowana z bezbarwnych lub bardzo bladooliwkowych strzępek o szerokości 1,5 µm. Pseudoparenchymatyczne podkładki o szerokości do 35 µm i wysokości 15 µm, złożone z gęsto upakowanych, oliwkowych strzępek. Konidiofory w liczbie do 50 lub więcej w wyprostowanym, luźnym pęczku, rozszerzonym w kierunku wierzchołka, nie przylegającym do siebie, prostych, półprostych lub lekko krętych, o barwie od bladej do umiarkowanie głęboko oliwkowej, septowane, gładkie, o długości do 500 µm (często 200–250 µm), naskórkowe są zwykle krótsze i często mają tylko około 50 µm długości, szerokość (2) 3–5,5 (7) µm. Konidiogeneza zwykle sympodialna, stare blizny konidialne (o średnicy około 1,5 µm) często umiejscowione są na końcu wyraźnych stożkowatych ząbków, często stłoczonych w małych grupach, ale czasami umiejscowionych na płaskich ramionach. Konidia o wymiarach 24–99 × 4–8 µm, rzadko do 9 µm szerokości, o barwie od blado do głęboko oliwkowych o cienkich ściankach, gdy są blade, ale nieco grubsze, gdy są ciemniejsze, przeważnie wklęsłe i często dziobowate, czasami wrzecionowate, półproste lub lekko zakrzywione, gładkie lub często pomarszczone i szorstkie, z 3–17 poprzecznymi przegrodami, czasami z jedną lub dwiema dodatkowymi przegrodami podłużnymi lub ukośnymi. Zwykle nie są zwężone na przegrodach, ale czasami są lekko zwężone na kilku przegrodach.

## Występowanie
Występuje na wszystkich kontynentach poza Antarktydą i Australią, podano jego występowanie także w Polsce.